# THE IDOLM@STER SideM ORIGIN@L PIECES
『THE IDOLM@STER SideM ORIGIN@L PIECES』（アイドルマスター サイドエム オリジナルピーシーズ）は、2016年11月16日からリリースされているキャラクターソングCDシリーズ。

## 概要
Mobageのソーシャルゲーム「アイドルマスター SideM」のキャラクターソングCDシリーズ。
これまでのCDシリーズとは異なり、ユニット単位ではなくゲーム内の同名イベントに参加するアイドル5人（06のみ6人）によるソロ曲が収録されたアルバム。発売元はランティス。

## 01
2016年11月16日発売。天道輝、山下次郎、猫柳キリオ、アスラン＝ベルゼビュートII世、橘志狼が参加。
収録曲
1. THE FIRST STAR
歌：天道輝（仲村宗悟）
作詞：結城アイラ、作編曲：EFFY
2. GOLD 〜NO.79〜
歌：山下次郎（中島ヨシキ）
作詞：松井洋平、作曲：鈴木盛広、編曲：村井大
3. だいぶ・いんとぅ・にゅ〜・わあるど！
歌：猫柳キリオ（山下大輝）
作詞：松井洋平、作編曲：本田光史郎
4. 我が混沌のサバト・マリアージュ
歌：アスラン＝ベルゼビュートII世（古川慎）
作詞：真崎エリカ、作編曲：桑原佑介、編曲：中島慧
5. 新世代ワールド・ビッグスター！
歌：橘志狼（古畑恵介）
作詞：真崎エリカ、作編曲：サイトウヨシヒロ

## 02
2016年12月21日発売。鷹城恭二、華村翔真、木村龍、神楽麗、秋月涼が参加。
収録曲
1. Flying  Hawk
歌：鷹城恭二（梅原裕一郎）
作詞：真崎エリカ、作曲：田熊知存、編曲：中土智博
2. ぴんとこな 〜蝶よ華よ〜
歌：華村翔真（バレッタ裕）
作詞：松井洋平、作編曲：廣澤優也
3. Happy-Go-Unlucky!
歌：木村龍（濱健人）
作詞：結城アイラ、作編曲：渡邉俊彦（LSMJ）
4. Echoes My Note
歌：神楽麗（永野由祐）
作詞：真崎エリカ、作編曲：田熊知存
5. 羽ばたきのMy Soul
歌：秋月涼（三瓶由布子）
作詞：真崎エリカ、作編曲：森本貴大（CoRecTive）

## 03
2017年2月1日発売。柏木翼、伊瀬谷四季、東雲荘一郎、姫野かのん、古論クリスが参加。
収録曲
1. 約束はドリーミングフライト
歌：柏木翼（八代拓）
作詞：結城アイラ、作編曲：高橋修平
2. サイコーCOUNT UP!
歌：伊瀬谷四季（野上翔）
作詞：結城アイラ、作曲：本多友紀（Arte Refact）、編曲：山本恭平（Arte Refact）
3. Piece Montee
歌：東雲荘一郎（天﨑滉平）
作詞：松井洋平、作編曲：矢鴇つかさ（Arte Refact）
4. ふわもこシフォンなゆめのなか♪
歌：姫野かのん（村瀬歩）
作詞：真崎エリカ、作編曲：本多友紀（Arte Refact）
5. Undiscovered WORLD
歌：古論クリス（駒田航）
作詞：松井洋平、作編曲：三浦誠司

## 04
2017年4月26日発売。伊集院北斗、桜庭薫、清澄九郎、水嶋咲、都築圭が参加。
収録曲
1. ROMANTIC SHAKER
歌：伊集院北斗（神原大地）
作詞：真崎エリカ、作編曲：石井健太郎
2. Because
歌：桜庭薫（内田雄馬）
作詞：結城アイラ、作編曲：本多友紀
3. 流るゝ風の如く ～和敬清寂～
歌：清澄九郎（中田祐矢）
作詞：松井洋平、作編曲：原田アツシ
4. フェイバリットに踊らせて
歌：水嶋咲（小林大紀）
作詞：真崎エリカ、作曲：宮崎まゆ、編曲：Tak Miyazawa
5. Sanctuary World
歌：都築圭（土岐隼一）
作詞：真崎エリカ、作編曲：廣澤優也、藤井亮太

## 05
2017年6月28日発売。蒼井享介、黒野玄武、牙崎漣、岡村直央、葛之葉雨彦が参加。
収録曲
1. “W”onderful Tactics!
歌：蒼井享介（山谷祥生）
作詞：松井洋平、作編曲：渡辺和紀
2. 威風堂々と
歌：黒野玄武（深町寿成）
作詞：結城アイラ、作編曲：無敵DEAD SNAKE
3. RULE ～牙ヲ穿テヨ～
歌：牙崎漣（小松昌平）
作詞：結城アイラ、作編曲：草野将史
4. ほっぷ・すてっぷ・ハイ、しーぷ！
歌：岡村直央（矢野奨吾）
作詞：真崎エリカ、作編曲：桑原佑介
5. Sweep Your Gloom
歌：葛之葉雨彦（笠間淳）
作詞：松井洋平、作曲：小野貴光、編曲：玉木千尋

## 06
2017年8月9日発売。天ヶ瀬冬馬 、若里春名、信玄誠司、紅井朱雀、円城寺道流、北村想楽が参加。
収録曲
1. HAPPY×HAPPYミーティング
歌：天ヶ瀬冬馬（寺島拓篤）
作詞：真崎エリカ、作曲：原田篤（Arte Refact）、編曲：脇眞富（Arte Refact）
2. 青春！サティスファクション
歌：若里春名（白井悠介）
作詞：結城アイラ、作曲：mu-ray、編曲：mu-ray、吉田穣
3. GO AHEAD SMILE!
歌：信玄誠司（増元拓也）
作詞：真崎エリカ、作編曲：本田光史郎
4. 漢一貫ロックン・ロール
歌：紅井朱雀（益山武明）
作詞：結城アイラ、作編曲：増田武史
5. ROAD TO THE FUTURE
歌：円城寺道流（濱野大輝）
作詞：結城アイラ、作編曲：河田貴央
6. Flowing Freedom
歌：北村想楽（汐谷文康）
作詞：松井洋平、作曲：本多友紀（Arte Refact）、編曲：山本恭平（Arte Refact）

## 07
2017年9月6日発売。御手洗翔太、榊夏来、神谷幸広、大河タケル、九十九一希が参加。
収録曲
1. BACK FLIP☆EMOTION
歌：御手洗翔太（松岡禎丞）
作詞：真崎エリカ、作編曲：YASUSHI WATANABE
2. ナツゾラRecords
歌：榊夏来（渡辺紘）
作詞：結城アイラ、作編曲：山元祐介
3. A CUP OF HAPPINESS
歌：神谷幸広（狩野翔）
作詞：松井洋平、作編曲：EFFY
4. その場所へ行くために -KEEP ON FIGHTING-
歌：大河タケル（寺島惇太）
作詞：結城アイラ、作編曲：EFFY
5. …掲げよう、偽りなき自分を。
歌：九十九一希（徳武竜也）
作詞：松井洋平、作曲：小野貴光、編曲：玉木千尋

## 08
2017年10月18日発売。渡辺みのり、冬美旬、硲道夫、握野英雄、兜大吾が参加。
収録曲
1. Cherish BOUQUET
歌：渡辺みのり（高塚智人）
作詞：真崎エリカ、作編曲：本多友紀（Arte Refact）
2. Genuine feelings
歌：冬美旬（永塚拓馬）
作詞：結城アイラ、作編曲：高田暁
3. Learning Message
歌：硲道夫（伊東健人）
作詞：松井洋平、作曲：桑原聖（Arte Refact）、編曲：酒井拓也（Arte Refact）
4. ハートフル・パトローラー
歌：握野英雄（熊谷健太郎）
作詞：真崎エリカ、作曲：本多友紀（Arte Refact）、編曲：脇 眞富（Arte Refact）
5. HANAMARU LIFE
歌：兜大吾（浦尾岳大）
作詞：結城アイラ、作編曲：本多光史郎

## 09
2017年12月6日発売。ピエール、秋山隼人、蒼井悠介、舞田類、卯月巻緒が参加。
収録曲
1. 魔法のステアー
歌：ピエール（堀江瞬）
作詞：真崎エリカ、作編曲：桑原佑介
2. PRECIOUS TONE
歌：秋山隼人（千葉翔也）
作詞：結城アイラ、作曲：小野貴光、編曲：玉木千尋
3. “W”orldwide Ambitions!
歌：蒼井悠介（菊池勇成）
作詞：松井洋平、作編曲：渡辺和紀
4. THIS IS IT!
歌：舞田類（榎木淳弥）
作詞：松井洋平、作編曲：矢鴇つかさ（Arte Refact）
5. ワンホール＝ワンダーランド！
歌：卯月巻緒（児玉卓也）
作詞：真崎エリカ、作編曲：原田篤（Arte Refact）

## インストゥルメンタル盤
THE IDOLM@STER SideM INSTRUMENTAL MUSIC COLLECTION 03
「ORIGIN@L PIECES 01～05」で収録された楽曲のインストゥルメンタル版を収録したアルバム。
THE IDOLM@STER SideM INSTRUMENTAL MUSIC COLLECTION 04
「ORIGIN@L PIECES 06～09」で収録された楽曲のインストゥルメンタル版を収録したアルバム。